# 埃德尔施陶登
埃德尔施陶登是奥地利施蒂利亚州费尔德巴赫县的一个市镇。总面积6.75平方公里，总人口451人，人口密度66.8人/平方公里（2001年）。